# Rubus platycephalus
Rubus platycephalus är en rosväxtart som beskrevs av Wilhelm Olbers Focke. Rubus platycephalus ingår i släktet rubusar, och familjen rosväxter. Inga underarter finns listade i Catalogue of Life.